# Campbells (Virginia Occidental)
Campbells es un área no incorporada ubicada dentro del Distrito 1, una división civil menor del condado de Morgan (Virginia Occidental), Estados Unidos. Está catalogada como un asentamiento humano por la Junta de Nombres Geográficos de los Estados Unidos.
El número de identificación (ID) asignado por el Servicio Geológico de Estados Unidos es 1549618.

## Geografía
Se encuentra a una altitud de 150 metros sobre el nivel del mar (492 pies) según el conjunto de datos de elevación nacional.